# Torinosuella
Torinosuella es un género de foraminífero bentónico de la subfamilia Choffatellinae, de la familia Cyclamminidae, de la superfamilia Loftusioidea, del suborden Loftusiina y del orden Loftusiida. Su especie tipo es Choffatella peneropliformis. Su rango cronoestratigráfico abarca desde el Kimmeridgiense hasta el Portlandiense (Jurásico superior).

## Discusión
Clasificaciones previas incluían Torinosuella en el suborden Textulariina del orden Textulariida o en el orden Lituolida.

## Clasificación
Torinosuella incluye a la siguiente especie:
- Torinosuella peneropliformis †